# District de Yunxi
Pour les articles homonymes, voir Yunxi.
Le district de Yunxi (云溪区 ; pinyin : Yúnxī Qū) est une subdivision administrative de la province du Hunan en Chine. Il est placé sous la juridiction de la ville-préfecture de Yueyang.